# Războiul stelelor îndepărtate
Războiul stelelor îndepărtate (1990) (titlu original The Far Stars War) este o colecție de povestiri editată de Bill Fawcett, prima din seria War Years. În limba română a apărut în 1995 la Editura Nemira în Colecția Nautilus, nr. 79, în traducerea lui Emilian Bazac. Este urmată de Asediul Aristei (The Siege of Arista, 1991).

## Cuprins
Povestirile cuprinse în volum sunt:
- „Camarazii” (Band of Brothers) de David Drake[2]
- „Efectul Arhimede” (The Archimedes Effect) de Todd McCaffrey, menționat ca scrisă de Todd Johnson[3]
- „Eroul” (Hero) de Peter Morwood[4]
- „Dricul troian” (Trojan Hearse) de Robert Sheckley[5]
- „Voluntari” (Volunteers) de Jody Lynn Nye[6]
- „Siddhi” (Edge) de Steve Perry[7]
- „Tacticile gerine” (Politics) de Elizabeth Moon, menționat ca scrisă de Bill Fawcett și Elizabeth Moon[8]
- „Piesă de muzeu” (Museum Piece) de William C. Dietz[9]
- „Grenadier” (Grenadier) de Rick Shelley[10]
- „Întâlnirea” (Reunion) de Diane Duane[11]
- „Prolog” (Prologue and Interludes) de Bill Fawcett[12]

## Cadrul acțiunii
În anul terestru 2237 a început Războiul Stelelor Îndepărtate...
Izolați de anii lumină care se află între ei și coloniile Pământului, pionierii de la periferia galaxiei se confruntă brusc cu un inamic fără milă - Gerin. O rasă de războinici extratereștri de o cruzime de neegalat, Gerinii doresc distrugerea totală a oricărei alte rase spațiale care i-ar putea provoca pentru dominație. Înainte ca autoritățile extraterestre umane și aliate să poată reacționa, Guerin aruncă lume după lume în uitare.
După primul atac mortal al Gerinilor, răspunsul vine prin lupte disperate. Sunt descrise consecințele teribile ale războiului total și forțele spațiale și marine ale Ligii în timp ce provoacă inamicul cu arme de înaltă tehnologie și curaj de modă veche. 

### Gerinii
Gerinii sunt ființe octopode extraterestre. Consiliul monolitic al Triadelor conducea toate cele unsprezece lumi ale Gerinilor.